# 이그니콕쿠스 이슬란디쿠스
이그니콕쿠스 이슬란디쿠스는 이그니콕쿠스속에 속하는 한 종이다.